# Test Newmana-Keulsa
Test Newmana-Keulsa, test Studenta-Newmana-Keulsa (ang. Newman-Keuls test) – wykorzystywany w statystyce test post hoc. Służy on porównywaniu wszystkich możliwych par średnich. Test ten jest uważany za mniej konserwatywny od testu HSD Tukeya.